# Ati George Sokomanu
Ati George Sokomanu, né George Kalkoa le 13 janvier 1937, est un homme d'État vanuatais. Il est président de la république de Vanuatu de 1980 à 1984 et de 1984 à 1989.

## Biographie
Il est élu par le Parlement comme premier président de la république du Vanuatu lors de l'indépendance du pays le 30 juillet 1980. 
Accusé de non-paiement de l'immatriculation de son véhicule privé, il plaide coupable devant le magistrat Coakly le 17 février 1984 et remet immédiatement sa démission.  Le gouvernement de Vanuatu estime que le Procureur général de la République, François Côté, a démontré de la partialité en accusant le président Sokomanu.  Il déclare donc le procureur général ''étranger indésirable'' avec interdiction de séjour au Vanuatu pour lui est sa famille.
En décembre 1988, il tente de destituer le Premier ministre Walter Lini et d'installer un nouveau gouvernement dirigé par son propre neveu Barak Sopé. La manœuvre échoue et Sokomanu est révoqué de ses fonctions présidentielles le 12 janvier 1989.
En 1989, il est condamné à six ans de prison our conspiration séditieuse et pour incitation à la mutinerie contre le gouvernement de Walter Lini. Maxime Carlot et Barak Sopé sont condamnés à cinq ans de prison pour les mêmes motifs, et Willie Jimmy à deux ans de prison.

## Distinction
Il est membre de l'ordre de l'Empire britannique.